# CCDC59
CCDC59 (англ. Coiled-coil domain containing 59) – білок, який кодується однойменним геном, розташованим у людей на 12-й хромосомі. Довжина поліпептидного ланцюга білка становить 241 амінокислот, а молекулярна маса — 28 670.
| 10         |  | 20         |  | 30         |  | 40         |  | 50         |
| ---------- |  | ---------- |  | ---------- |  | ---------- |  | ---------- |
| MAPVRRSAKW |  | RPGGIEARGE |  | GVSTVGYRNK |  | NVRQKTWRPN |  | HPQAFVGSVR |
| EGQGFAFRRK |  | LKIQQSYKKL |  | LRKEKKAQTS |  | LESQFTDRYP |  | DNLKHLYLAE |
| EERHRKQARK |  | VDHPLSEQVH |  | QPLLEEQCSI |  | DEPLFEDQCS |  | FDQPQPEEQC |
| IKTVNSFTIP |  | KKNKKKTSNQ |  | KAQEEYEQIQ |  | AKRAAKKQEF |  | ERRKQEREEA |
| QRQYKKKKME |  | VFKILNKKTK |  | KGQPNLNVQM |  | EYLLQKIQEK |  | C          |

A: Аланін

C: Цистеїн

D: Аспарагінова кислота

E: Глутамінова кислота

F: Фенілаланін

G: Гліцин

H: Гістидин

I: Ізолейцин

K: Лізин

L: Лейцин

M: Метіонін

N: Аспарагін

P: Пролін

Q: Глутамін

R: Аргінін

S: Серин

T: Треонін

V: Валін

W: Триптофан

Задіяний у таких біологічних процесах, як транскрипція, регуляція транскрипції. 
Локалізований у ядрі.